# 서울영남초등학교
서울영남초등학교는 대한민국 서울특별시 금천구 독산동에 있는 공립 초등학교이다. 원래 위치는 영등포구 영등포로34길 9 (영등포동4가 123)에 있었으며 이전 후에는 현재 영등포구 영남공영주차장이 들어서 있다.

## 학교 연혁
- 1956년 5월 17일 서울영남국민학교 개교
- 1957년 3월 2일 제1회 졸업식
- 1960년 6월 16일 본관 준공
- 1990년 3월 1일 구로구 독산동으로 교사 이전
- 1992년 2월 19일 제35회 졸업(이전 첫회)
- 1992년 6월 19일 교재원, 테니스장, 야외학습장 조성
- 1995년 11월 27일 급식실 개관
- 1996년 3월 1일 서울영남초등학교로 개칭
- 2003년 9월 30일 과학실 리모델링 완공
- 2007년 6월 8일 수생식물 관찰원 설치
- 2007년 9월 14일 학교 공원화 사업, 교사 외벽 보강공사
- 2010년 3월 1일 영남 종일 돌봄교실 개관
- 2010년 10월 28일 다목적강당 '도담채' 완공
- 2011년 11월 18일 방송실 리모델링 개관식
- 2012년 9월 1일 Wee클래스 구축
- 2015년 6월 5일 영남 햇빛 발전소 준공
- 2015년 9월 1일 제21대 김수영 교장 부임
- 2015년 10월 8일 영남가족 어울림한마당(운동회)
- 2015년 10월 28일 가을걷이행사 영남 짚풀제
- 2015년 11월 6일 교내 옹벽 공사 및 운동장 계단 보수
- 2016년 1월 27일 과학실 리모델링
- 2016년 2월 15일 제60회 졸업식(54명, 누계 11731명)
- 2016년 3월 1일 19학급(일반 17, 특수 2) 편성
- 2016년 9월 12일 민간참여 컴퓨터실 구축
- 2016년 10월 5일 소강당 '한마루' 개관식
- 2017년 2월 17일 제62회 졸업식(56명, 누계 11787명)
- 2017년 3월 1일 20학급(일반 18, 특수 2) 편성
- 2017년 8월 23일 보건실 및 다목적실 리모델링, 포장개선(동관쪽 보도블럭 교체) 및 구령대 보수
- 2017년 10월 27일 한마음 체육대회
- 2018년 2월 13일 제62회 졸업식(57명, 누계 11844명)
- 2018년 3월 1일 20학급(일반 18, 특수 2) 편성
- 2018년 9월 1일 제22대 박영주 교장 부임
- 2019년 2월 15일 제63회 졸업식(51명, 누계 11895명)
- 2019년 3월 1일 19학급(일반 17, 특수 2) 편성
- 2021년 7월 17일 석면해체공사
- 2022년 1월 19일 제65회 졸업식

## 참고 자료
- 서울영남초등학교 - 한국교육학술정보원 학교알리미